# Phytoecia mongolorum
Phytoecia mongolorum là một loài bọ cánh cứng trong họ Cerambycidae.